# Myrna Hansen
Myrna Hansen (ur. 5 sierpnia 1934 w Chicago) – amerykańska aktorka, modelka oraz zwyciężczyni konkursu Miss USA 1953.

## Wybrana filmografia
- Man Without a Star (1955)
- Cult of the Cobra (1955)
- There's Always Tomorrow (1956)
- Raintree County (1957)
- Party Girl (1958)
- The Best of Everything (1959)
- Goodbye Charlie (1964)